# Santiago Grassi
Santiago Grassi (Santa Fe, 25 settembre 1996) è un nuotatore argentino.

## Carriera
Grassi ha partecipato alle Olimpiadi giovanili di Nanchino 2014 gareggiando nei 50m farfalla (10º posto), nei 100m farfalla (9º posto), e nei 200m farfalla (20º posto). L'anno seguente vince la medaglia d'argento nei 100m farfalla ai Giochi panamericani svolti in Canada, stabilendo il nuovo record argentino col tempo 52"09, e debutta ai campionati mondiali nel corso di Kazan' 2015. Disputa le Olimpiadi di Rio de Janeiro 2016 classificandosi al 24º posto nei 100m farfalla. Nel 2020 ha rappresentato la squadra dei LA Current nella seconda stagione dell'International Swimming League.

## Palmarès
- Giochi panamericani

Toronto 2015: argento nei 100m farfalla.
Lima 2019: bronzo nella 4x100m misti e nella 4x100m mista.